# Ivana Jinkings
Ivana Jinkings (Belém, 1961) é uma bióloga e editora brasileira. Fundou e dirige a editora Boitempo, de São Paulo, e a revista Margem Esquerda.

## Biografia

### Primeiros anos e formação acadêmica
Ivana nasceu em Belém, capital do estado do Pará, sendo filha de Maria Isa Tavares e Raimundo Jinkings, intelectual e dirigente comunista de ascendência escocesa que criou a livraria Boitempo, em Belém, nos anos 1960.
Formou-se em Biologia pela Universidade Federal do Pará (UFPA) e mudou-se para São Paulo para trabalhar na área de genética.

### Atuação
Ao chegar em São Paulo, iniciou trabalhos editora Novos Rumos e na editora Ática, começando a entrar no mercado editorial paulistano. No ano de 1995, fundou a Boitempo Editorial, editora especializada na publicação de livros voltado para as ciências humanas.
Coordenou, com Emir Sader, Carlos Eduardo Martins e Rodrigo Nobile, a Latinoamericana: enciclopédia contemporânea da América Latina e Caribe, obra publicada pela Boitempo Editorial e que ganhou o prêmio Jabuti de Melhor Livro de Ciências Humanas e o de Melhor Livro de Não-Ficção em 2007. É uma das autoras de Edward Said: trabalho intelectual e crítica social (Casa Amarela, 2005), co-autora, com João Alexandre Peschanski, de As utopias de Michael Lowy - reflexões sobre um marxista insubordinado (Boitempo, 2007) e autora de artigos em diversas publicações (como revista Margem Esquerda, jornal Brasil Agora, sites Carta Maior, Digestivo Cultural e outros).
Organizou seminários Margem Esquerda sobre a obra de pensadores como Michael Löwy e István Mészáros, organizou a vinda ao Brasil de intelectuais como Slavoj Zizek, Giorgio Agamben, Perry Anderson, Göran Therborn e Domenico Losurdo, entre muitos outros. Coordenou também o I Curso Livre Marx e Engels, em 2008, o Seminário Internacional 'A crise vista pelos marxismos do século XXI' (em parceria com a CPFL Energia Cultura, em 2009) e participa da coordenação do ciclo 'Tópicos utópicos' (numa parceria com a Secretaria de Cultura Municipal de Fortaleza).
É membro da Alliance des éditeurs indépendants, com sede na França, e foi uma das fundadoras da Liga Brasileira de Editores (Libre).
Juntamente com os jornalistas Juca Kfouri e Maria Inês Nassif e o professor universitário Gilberto Maringoni, Ivana integrou a equipe que entrevistou Luiz Inácio Lula da Silva (PT), enquanto este esteve preso na sede da Polícia Federal (PF) em Curitiba. As entrevistas originaram o livro A Verdade Vencerá que foi finalista do Prêmio Jabuti de 2019 na categoria de "melhor livro brasileiro publicado no exterior".

## Obras organizados
- Latinoamericana - enciclopédia contemporânea da América Latina e do Caribe (Boitempo Editorial, 2006);[17]
- As utopias de Michael Löwy - reflexões sobre um marxista insubordinado (com João Alexandre Peschanski, Boitempo Editorial, 2007);[18]
- István Mészáros e os desafios do tempo histórico (Boitempo Editorial, 2011);[19]
- As armas da crítica (Boitempo Editorial, 2012)[20]